# Johannes Agricola
Johannes či Johann Agricola (20. dubna 1494 Eisleben – 22. září 1566 Berlín) byl německý teolog, reformátor a humanistický učenec. Přátelil se s Martinem Lutherem, ale neshodl se s ním v otázce závaznosti zákona pro křesťany (tzv. antinomistický spor). 

## Život
Johannes Agricola se narodil s příjmením Schnitter v Eislebenu v rodině krejčovského mistra. Podle svého rodiště býval označován jako Magister Islebius.
Studoval ve Wittenberku, kde se spřátelil s Lutherem, Melanchthonem, Bugenhagenem a dalšími představiteli reformace. Roku 1519 doprovázel Luthera jako zapisovatel k lipské disputaci. Roku 1525 pomohl prosadit reformaci ve Frankfurtu nad Mohanem a ještě týž rok se stal kazatelem a rektorem latinské školy ve svém rodném Eislebenu. V roce 1536 se vrátil do Wittenberku, kde se stal profesorem a se svou rodinou bydlel v Lutherově domě.
Brzy však mezi oběma reformátory nastala neshoda. Její příčinou byl Agricolův názor o Božím zákonu. Agricola totiž tvrdil, že zákon pozbyl pro křesťany vší závaznosti, že jediné životní pravidlo  spočívá v evangeliu. Toto Agricolo mínění Luther zavrhl jako antinomistické, což bylo počátkem tuhého sporu. Agricola nakonec odešel z Wittenberku do Berlína, kde ho braniborský kurfiřt Jáchym II. jmenoval dvorním kazatelem a později generálním superintendentem své marky.
V roce 1548 po skončení šmalkaldské války byl císařem pověřen jako jeden z protestantských teologů, aby se podílel na formulaci augsburského interimu, tedy dočasného smíru mezi katolíky a evangelíky ve Svaté říši římské.

## Dílo
Johannes Agricola po sobě zanechal celou řadu teologických spisů obsahu polemického, dogmatického, katechetického a homiletického. Proslul také svou komentovanou sbírkou německých přísloví a do němčiny přeložil například Terentiovu hru Andria.
Do dějin české reformace se zapsal tím, že vydal německý překlad latinské relace o Janu Husovi, sepsané Petrem z Mladoňovic. Objevil ji v knihovně lékaře Pavla Rockenbacha v Žiči. Jeho přítel Mikuláš Krompach spis přeložil do němčiny a Agricola jej vydal tiskem s předmluvou věnovanou hagenavskému tiskaři Johannu Secerovi, u něhož také roku 1529 kniha vyšla pod názvem History und wahrhafftige Geschicht, wie das heilig Euangelion mit Johann Hussen ym concilio zu Costnitz durch den bapst vnd seinen Anhang offentlich verdampt ist ym yare nach Christi vnsers herren geburt 1414. V roce 1537 na základě této zprávy napsal o Janu Husovi tragédii v němčině zobrazující Husovo drama na kostnickém koncilu. Divadelní hra byla poprvé uvedena v kurfiřtské rezidenci v Torgau v přítomnosti saského kurfiřta Jana Fridricha, Martina Luthera a Filipa Melanchtona.